# 21 de julio
El 21 de julio es el 202.º (ducentésimo segundo) día del año en el calendario gregoriano y el 203.º en los años bisiestos. Quedan 163 días para finalizar el año.

## Acontecimientos
- 356 a. C.: en Éfeso (Grecia) un hombre, Eróstrato, incendia el Templo de Artemisa, una de las siete maravillas del mundo.
- 365 d. C.: en la isla de Creta (en el mar Mediterráneo) a las 7:00 (hora local) ocurre un terremoto de 7,4 grados en la escala de Richter (XI grados de Mercalli), y un tsunami que producen miles de muertos. La ciudad de Alejandría es parcialmente destruida, era considerada la capital del mundo.
- 365: se registra un terremoto en Belluno, Padua y Spoleto (Italia).[1]
- 369: en Italia, un violento terremoto destruye la villa de Benevento (a 50 km al noreste de Nápoles), provocando la muerte de miles de personas.[2]
- 541: Yang Jian reunifica China bajo la dinastía Sui.
- 1348: Pedro IV de Aragón somete y deshace a la poderosa Unión Aragonesa, que reunía a la nobleza de Aragón, en la batalla de Épila.
- 1454: Enrique IV es proclamado rey de Castilla tras la muerte de su padre, Juan II, en Valladolid.
- 1535: en Túnez, la expedición española organizada por el rey Carlos I frena la expansión de Barbarroja hacia Europa.
- 1568: el ejército español, al mando de Fernando Álvarez de Toledo y Pimentel, derrota en la batalla de Jemmingen al ejército rebelde de los Países Bajos comandado por Luis de Nassau.
- 1654: en la provincia de Gansu (China), un terremoto de 8 grados en la escala de Richter deja un saldo de 31.000 víctimas.
- 1668: en el Castillo de Cagliari es asesinado a tiros el virrey español de Cerdeña Manuel de los Cobos, inmerso en un conflicto de poder entre familias de la nobleza sarda.
- 1718: se firma el tratado de Passarowitz que supuso el fin de la guerra austro-turca (1716-1718).
- 1773: el papa Clemente XIV ordena la disolución de la Compañía de Jesús.
- 1775: comienza la construcción de la nueva capital de Guatemala (la anterior, llamada la Antigua, fue destruida por un terremoto en 1773). Se sitúa a 40 km de la anterior y se denominará Ciudad de Guatemala.
- 1798: batalla de las Pirámides y toma de El Cairo por las tropas francesas de Napoleón Bonaparte.
- 1822: Agustín de Iturbide es oficialmente coronado como primer Emperador de México.
- 1831: Leopoldo I es oficialmente coronado rey de los belgas en Bruselas.
- 1847: se firma el tratado de paz y amistad por el cual España renunciaba a la soberanía sobre los territorios que componen la República de Bolivia.
- 1861: comienza el primer gran combate en tierra de la guerra civil estadounidense, cerca del pueblo de Manassas.
- 1870: se inaugura en Madrid el café de Fornos.
- 1876: aprobada una ley que anula el régimen foral de las provincias vascongadas.
- 1901: celebración de regatas internacionales en Santander.
- 1903: en Ciudad Bolívar, se libró la última batalla de la Revolución Libertadora donde el ejército gubernamental al mando de Juan Vicente Gómez vence a las fuerzas opositoras del general Nicolás Rolando.
- 1906: en Francia, Alfred Dreyfus es reintegrado en el Ejército y condecorado con la Legión de Honor.
- 1906: Por mediación de Theodore Roosevelt y de Porfirio Díaz se firma la paz entre Guatemala, El Salvador y Honduras.
- 1912: Albania se subleva contra la dominación turca.
- 1917: lanzamiento por los alemanes de las primeras bombas de gases asfixiantes durante la Primera Guerra Mundial.
- 1917: el primer ministro serbio Nikola Pašić publica un plan para una unión de los serbios, croatas y eslovenos en una monarquía serbia.
- 1919: la Cámara de los Comunes ratifica el Tratado de Versalles.
- 1920: Chile: se produce la destrucción de la sede de la Federación de Estudiantes (FECh) durante la Guerra de don Ladislao.
- 1925: en Gran Bretaña, para evitar una huelga (Martes Rojo), el primer ministro otorga a los mineros un adelanto especial a la espera de una negociación.
- 1928: en varios estados de México se realizan sublevaciones militares.
- 1930: en Zaragoza (España) se inaugura el aeródromo El Palomar.[3]
- 1938: en Argentina se firma el tratado de paz entre Bolivia y Paraguay que da fin a la Guerra del Chaco. Por este acuerdo, el canciller argentino Carlos Saavedra Lamas ganará el Premio Nobel de la Paz.
- 1940: Alemania inicia los planes de ataque contra la Unión Soviética durante la Segunda Guerra Mundial.
- 1942: Erwin Rommel elabora un informe pesimista sobre la situación en África.
- 1944: en el Teatro de Operaciones del Pacífico, comienza la batalla de Guam.
- 1946: en la ciudad de La Paz (Bolivia) una turba toma el Palacio de Gobierno, asesina al presidente Gualberto Villarroel y lo cuelgan de un farol de la plaza Murillo junto con tres de sus colaboradores: Luis Uría de la Oliva (su secretario privado), el capitán Waldo Ballivián (su edecán) y Roberto Hinojosa (director del periódico Cumbre).
- 1948: detención de dirigentes comunistas en virtud de la ley Smith de los Estados Unidos.
- 1948: Tito acusa al Kominform de fomentar la guerra civil en Yugoslavia.
- 1949: un almacén de municiones del mercado negro estalla en Cantón (China), ocasionando 120 muertos.
- 1950: publicación de una orden que limita la cantidad de billetes del Banco de España que puede sacar cada viajero. De salida un máximo de 2000 pesetas, y de entrada, hasta 10 000 pesetas.
- 1951: el emir Naif es nombrado regente provisional de Jordania.
- 1951: estreno de la película Una cubana en España, dirigida por Luis Bayón Herrera, y protagonizada por Blanquita Amaro, Mario Cabré y Marujita Díaz.
- 1951: Manuel Pombo Angulo, premio Don Quijote de novela, por su obra Valle sombrío.
- 1952: se decreta en Bolivia el voto universal para todos los bolivianos mayores de 21 años de edad (o 18 años si estuviesen casados) sin distinción de sexo, grado de instrucción, ocupación o renta.
- 1953: detenidas 30 personas en Cataluña, miembros del PSUC y anarquistas.
- 1953: Convenio comercial entre España y Chile: España facilitará maquinaria y equipos industriales, a cambio de salitre, cobre y materias primas.
- 1954: Acuerdos de Ginebra para Indochina: creación de Laos, Camboya y Vietnam (dividido) como estados independientes.
- 1956: en conmemoración del Congreso de Panamá (convocado por Bolívar en 1826), se reúnen los presidentes de 19 países americanos y firman una declaración de solidaridad a favor de la paz y la libertad.

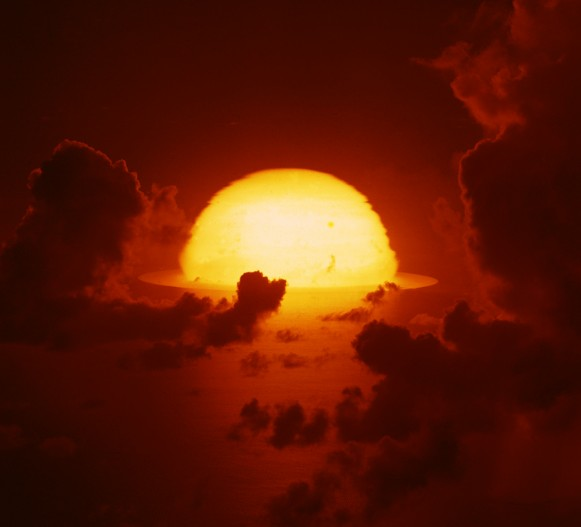
Explosión de la bomba de hidrógeno Hurón, en 1956. Fue la bomba n.º 87 de las 1127 que Estados Unidos detonó entre 1945 y 1992.

- 1956: en el atolón Enewetak, Estados Unidos detona la bomba atómica Hurón (nombre de una etnia de nativos americanos), de 250 kilotones, la última de las 17 de la operación Redwing.
- 1959: el Gobierno español aprueba el decreto-ley 10/1959, denominado Nueva Ordenación Económica, que da concreción legal al llamado "Plan de Estabilización" (y liberalización), elaborado de acuerdo con los expertos del FMI y de la OECE.
- 1961: en Buenos Aires (Argentina), empieza a emitir el Canal 11 (posterior Telefe).
- 1961: el astronauta estadounidense Virgil Grissom repite el vuelo efectuado el 5 de mayo de este año por Alan Bartlett Shepard, a bordo de la cápsula Liberty Bell.
- 1962: el estadounidense Harold Connolly establece el récord mundial de lanzamiento de martillo en 70,67 metros.
- 1962: en Bilbao (País Vasco), la policía franquista española encarcela a varios comunistas llegados a España procedentes de Praga (Checoslovaquia).
- 1963: el soviético Valeri Brumel logra la plusmarca mundial de salto de altura al conseguir 2,28 metros.
- 1966: la cápsula espacial estadounidense Gemini 10 vuelve a la Tierra, después de 3 días de vuelo.
- 1968: el ciclista neerlandés Jan Janssen gana el Tour de Francia.
- 1969: en Madrid (España) el dictador Francisco Franco presenta ante el Consejo del Reino la designación de Juan Carlos I como sucesor al trono.
- 1970: finalizan las obras de la gigantesca presa de Asuán en Egipto.
- 1970: se inician las conversaciones para la entrada del Reino Unido en la CEE.
- 1970: en Granada, en un enfrentamiento con la policía, mueren tres obreros de la construcción durante una manifestación motivada por problemas laborales.
- 1971: se publica el disco Master of Reality, de la banda Black Sabbath.
- 1972: casi 80 muertos y más de 120 heridos es el balance provisional que arroja el accidente protagonizado por dos trenes cerca de la localidad de Lebrija (Sevilla). Al parecer, el conductor de uno de los trenes no tuvo en cuenta un semáforo de precaución.
- 1973: en Lillehammer (Noruega), miembros del Mosad (servicio secreto israelí) asesinan por error a un camarero al confundirlo con un miembro de la banda terrorista Septiembre Negro.
- 1974: en Manila (Filipinas), la española Amparo Muñoz es elegida Miss Universo.
- 1974: Grecia amenaza con la guerra a Turquía, en caso de proseguir las actuales escaramuzas.
- 1977: en España, se realizan motines de reclusos en ocho provincias.[cita requerida]
- 1978: en Madrid (España), la banda terrorista ETA asesina al general Juan Sánchez Ramos-Izquierdo y a su ayudante.
- 1978: en Bolivia, el dictador Hugo Banzer Suárez es derrocado por su candidato y protegido Juan Pereda Asbún.
- 1979: triunfo del español Severiano Ballesteros en el Open británico, el torneo de golf más prestigioso del mundo.
- 1980: en París es asesinado Salah Bitar, fundador del Partido Árabe Socialista Baaz y ex primer ministro de Siria.
- 1981: en Roma, un jurado italiano condena al turco Mehmet Ali Ağca ―que intentó matar al papa Juan Pablo II― a cadena perpetua.
- 1981: los reyes de España deciden no asistir a la boda del príncipe Carlos de Inglaterra y lady Diana Spencer, tras el anuncio de que la pareja iniciaría en Gibraltar su viaje de novios.
- 1982: en Andalucía (España) asume el primer Gobierno autonomista andaluz, formado por ocho socialistas y tres independientes.
- 1982: en España, Óscar Alzaga ―exmilitante de UCD― presenta a los medios informativos el Partido Demócrata Popular (PDP).
- 1983: en la Base Vostok de la Antártida se alcanza la temperatura más baja registrada por el hombre, –89.2° celsius.
- 1985: el ciclista francés Bernard Hinault gana el Tour de Francia por quinta vez.
- 1986: en Panamá, Bárbara Palacios es coronada como Miss Universo siendo la tercera venezolana en ganar el certamen.
- 1986: ETA ataca con granadas anticarro la sede del Ministerio de Defensa en Madrid. Hubo daños en la fachada del edificio y diez personas resultaron heridas.
- 1986: el primer ministro israelí Simón Peres visita Rabat para entrevistarse con el rey Hasán II de Marruecos.
- 1987: la banda estadounidense de hard rock, Guns N' Roses lanza el álbum Appetite for Destruction.
- 1988: vuelve a los escenarios el tenor español José Carreras, tras superar un grave proceso de leucemia de la que fue tratado en Estados Unidos.
- 1988: el Partido Demócrata designa a Michael Dukakis candidato para las elecciones a la presidencia de Estados Unidos.
- 1988: primer trasplante de corazón en México en el IMSS; el paciente fue José Tafoya Chávez.
- 1990: histórica presentación del músico inglés Roger Waters en Berlín, celebrando la reunificación de Alemania. Casi 300 000 personas presencian el espectáculo de rock The Wall, representado en el lugar que ocupaba el Muro de Berlín.
- 1990: el ciclista estadounidense Greg LeMond gana, por tercera vez, el Tour de Francia, después de sus triunfos en 1986 y 1989.
- 1991: el presidente de Mauritania, Muauiya Uld Sidi, firma el decreto de la primera Constitución que permite la legalización de los partidos políticos.
- 1992: el excampeón de España y Europa de boxeo Urtain (José Manuel Ibar), se suicida al tirarse desde un 10.º piso en Madrid tras una grave depresión.
- 1992: el cantante puertorriqueño Chayanne lanza al mercado su sexto álbum de estudio titulado Provócame.
- 1993: Antón García Abril y Luis Galve Raso ganan los Premios Nacionales de Música.
- 1994: el primer ministro luxemburgués, Jacques Santer, elegido presidente de la Comisión Europea.
- 1997: la Audiencia Nacional de España condena a penas que sumaron 109 años de cárcel a los tres miembros de la banda terrorista ETA, que tramaron un atentado contra el rey Juan Carlos.
- 2003: comienza a operar en España la plataforma de televisión Digital+, resultado de la fusión de Canal Satélite Digital y Vía Digital.
- 2003: la nadadora Nina Zhivanevskaya bate el récord de España de los 100 metros espalda.
- 2004: el partido independentista vasco Batasuna recurre su ilegalización ante el Tribunal de Estrasburgo, después de agotar todos los procedimientos judiciales en España.
- 2005: Atentados fallidos en Londres, dos semanas después de los atentados del 7-J.
- 2005: el cineasta español Manuel Gutiérrez Aragón gana el Premio Nacional de Cinematografía por toda su obra.
- 2005: el presidente alemán Horst Köhler anuncia la disolución del Bundestag y la convocatoria de elecciones anticipadas.
- 2007: sale a la venta el libro Harry Potter y las reliquias de la Muerte, último volumen de la saga Harry Potter.
- 2007: el Burj Khalifa supera al edificio más alto del mundo, el Taipei 101.
- 2008: detención de Radovan Karadžić, expresidente de la República Srpska de Bosnia y Herzegovina por crímenes de guerra.
- 2011: aterriza la misión STS-135 de la NASA, siendo la última misión de un transbordador espacial.
- 2013: en la corona de Bélgica abdica el rey Alberto II y le sucede su hijo Felipe.
- 2016: se celebra en la ciudad de San Antonio (Texas) el Día de Tim Duncan (Tim Duncan Day) en honor al exjugador de baloncesto de la NBA Tim Duncan.
- 2017: se publica el disco Sacred Hearts Club de la banda Foster the People.
- 2023: se estrena en cines Barbie y Oppenheimer, cintas que generarían todo un revuelo en la industria cinematográfica, recaudando un total de más de $300 millones de dólares en su primer fin de semana a nivel mundial y generando desde antes del estreno, el fenómeno de internet Barbenheimer.

## Nacimientos
- 356 a. C.: Alejandro Magno, rey macedonio (f. 323 a. C.).
- 541: Yang Jian, emperador chino (f. 604)

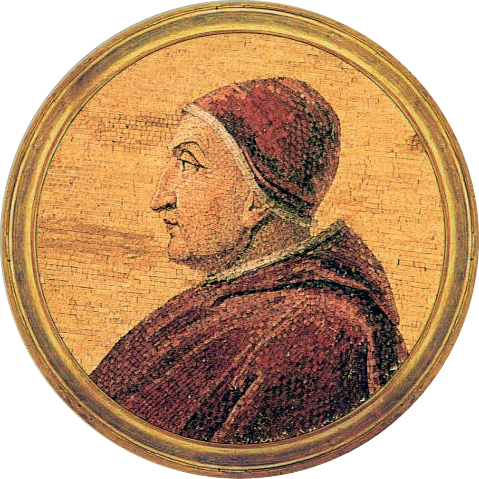
Sixto IV.

- 1414: Sixto IV, papa de la Iglesia católica (f. 1484).
- 1476: Alfonso I de Este, noble italiano (f. 1534).
- 1535: García Hurtado de Mendoza, militar y conquistador español (f. 1609).
- 1596: Miguel I de Rusia, zar ruso (f. 1645).
- 1620: Jean Picard, astrónomo francés (f. 1682).
- 1664: Matthew Prior, poeta y diplomático inglés (f. 1721).
- 1693: Thomas Pelham-Holles, primer ministro británico (f. 1768).
- 1702: Enrique Flórez, historiador español (f. 1773).
- 1769: Manuel Francisco Artigas, hermano de José Gervasio Artigas y uno de los jefes de la Banda Oriental (f. 1822)
- 1810: Henri Victor Regnault, químico y físico francés (f. 1878).
- 1825: Práxedes Mateo Sagasta, estadista español (f. 1903).
- 1835: Bernardo Ferrándiz, pintor español (f. 1885).
- 1848: Luis Gilabert Ponce, escultor español (f. 1930).
- 1851: Sam Bass, bandido estadounidense (f. 1878).
- 1858: María Cristina de Habsburgo-Lorena, princesa austriaca, reina consorte de España (f. 1929).
- 1858: Lovis Corinth, pintor, grabador y escultor alemán (f. 1925).
- 1875: Charles Gondouin, jugador de rugby francés (f. 1947).
- 1880: Luis Garfias Espinosa de los Monteros, militar mexicano (f. 1948).
- 1885: Jacques Feyder, cineasta y guionista belga (f. 1948).

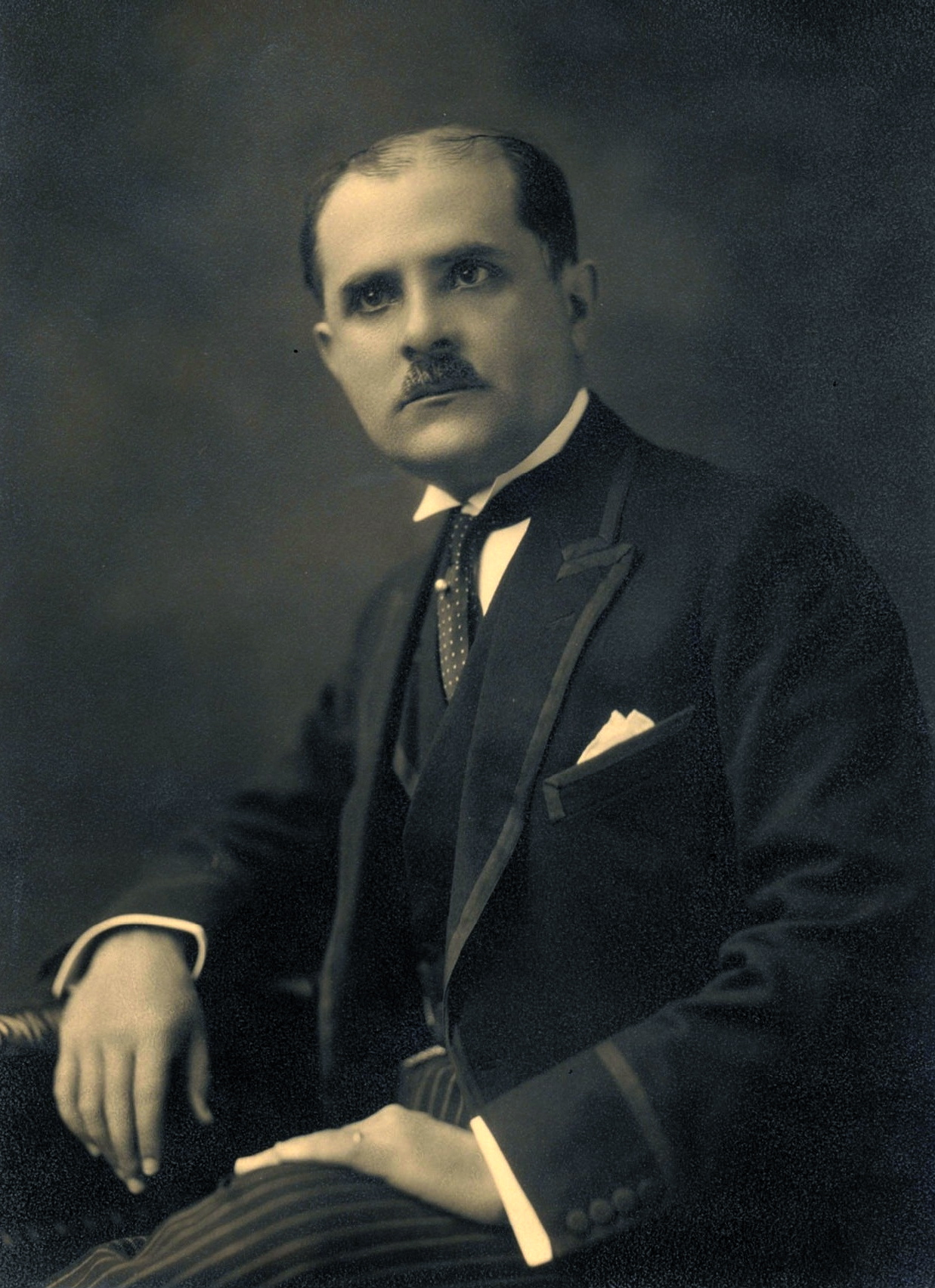
Luis Antonio Eguiguren Escudero.

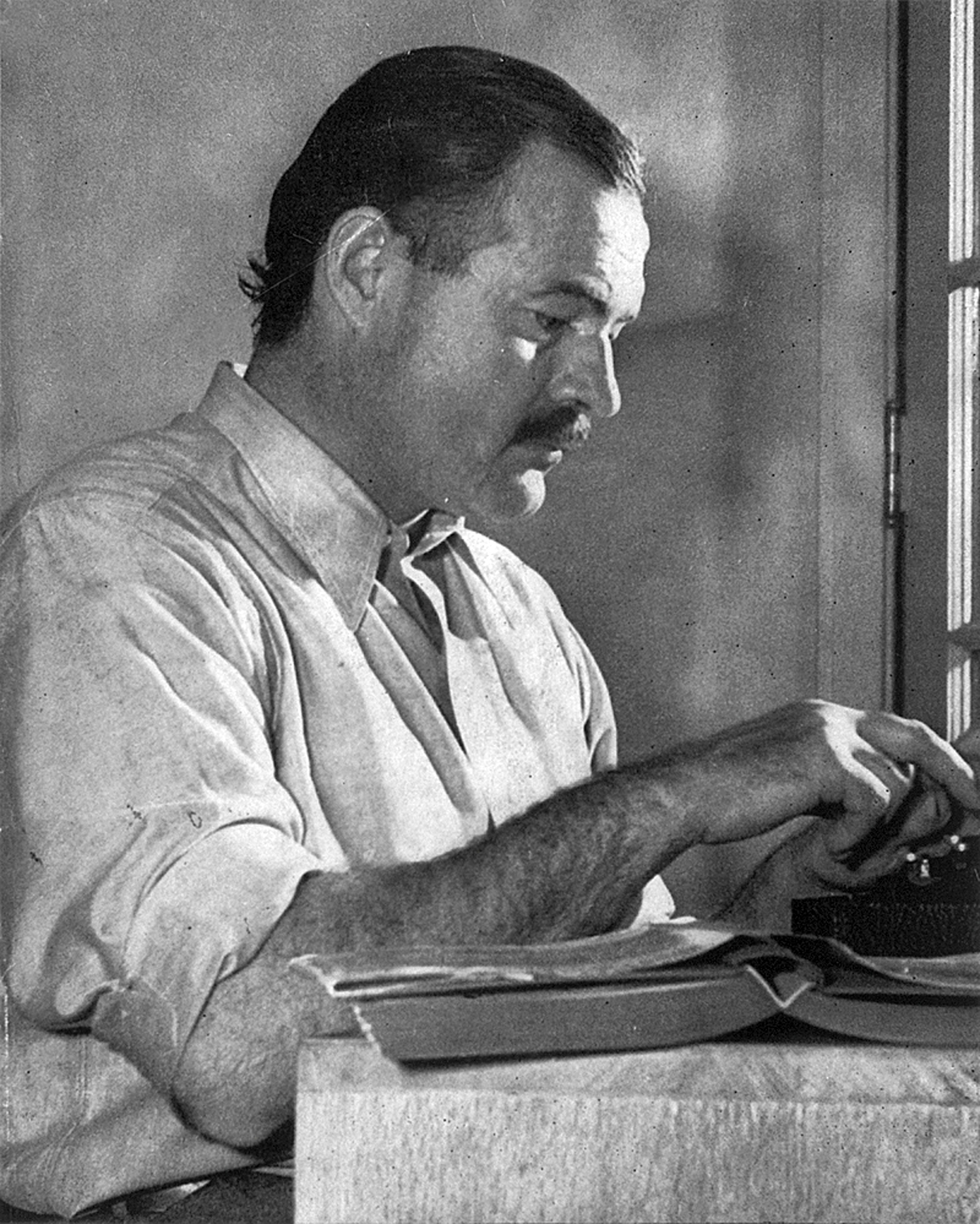
Ernest Hemingway.

- 1887: Luis Antonio Eguiguren Escudero, periodista, político, abogado e historiador peruano (f. 1967).
- 1899: Ernest Hemingway, escritor estadounidense, premio nobel de literatura en 1953 (f. 1961).
- 1899: Hart Crane, poeta estadounidense (f. 1932).
- 1903: Silvina Ocampo, escritora, cuentista y poeta argentina (f. 1993)
- 1905: Miguel Mihura, escritor, dibujante y humorista español (f. 1977).
- 1911: Marshall McLuhan, ensayista y filósofo canadiense (f. 1980).
- 1917: Emilio Romero Gómez, periodista español (f. 2003).
- 1919: Nuto Revelli, escritor italiano (f. 2004).
- 1920: Constance Dowling, actriz estadounidense (f. 1969).
- 1920: Zelmar Gueñol, actor y comediante argentino (f. 1985).
- 1920: Constant Nieuwenhuys, pintor neerlandés (f. 2005).
- 1920: Isaac Stern, violinista ucraniano (f. 2001).
- 1920: Jean Daniel, escritor y periodista francés (f. 2020).
- 1921: Hans Koning, escritor y polemista neerlandés (f. 2007)
- 1922: Juana Ginzo, actriz radiofónica española (f. 2021).

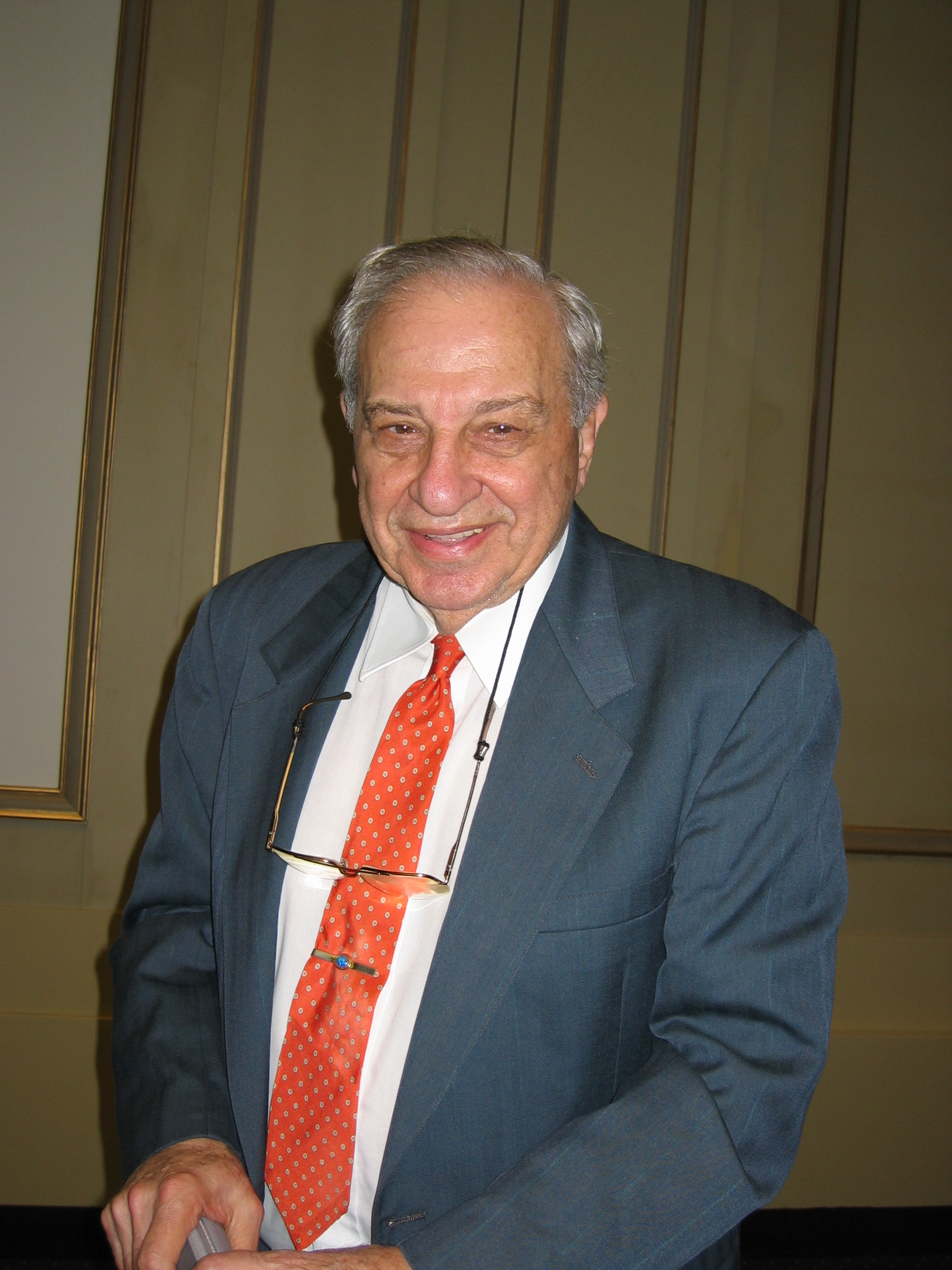
Rudolph Marcus.

- 1923: Rudolph Marcus, químico estadounidense, Premio Nobel de Química en 1992.
- 1924: Don Knotts, actor estadounidense (f. 2006).
- 1925: Osiris Rodríguez Castillos, poeta y compositor uruguayo (f. 1996).
- 1926: Norman Jewison, cineasta canadiense.
- 1926: Karel Reisz, cineasta británico.
- 1926: Bill Pertwee, actor cómico británico (f. 2013).
- 1930: Jorge Mosset Iturraspe, jurista, abogado, profesor y autor de libros argentino (f. 2021)
- 1930: Javier Escrivá, actor español (f. 1996).
- 1930: Gene Littler, golfista estadounidense (f. 2019).
- 1930: Javier Miranda presentador y locutor chileno (f. 2022).
- 1932: Norman Geisler, teólogo y apologeta estadounidense (f. 2019).
- 1933: Janet Baker, mezzosoprano inglesa
- 1934: Anatoli Geleskul, traductor ruso (f. 2011).
- 1936: Julio Valdeón Baruque, historiador español (f. 2009).
- 1938: Janet Reno, exfiscal general estadounidense (f. 2016).
- 1939: John Negroponte, diplomático estadounidense.
- 1940: Alcy Cheuiche, escritor brasileño.
- 1940: Marco Maciel, abogado y político brasileño (f. 2021).
- 1941: Tina Serrano, actriz argentina.
- 1943: Edward Herrmann, actor estadounidense (f. 2014).
- 1943: Lucrecia Méndez de Penedo, catedrática, crítica literaria y ensayista guatemalteca.
- 1944: John Evans Atta Mills, presidente ghanés (f. 2012).
- 1944: Tony Scott, cineasta británico (f. 2012).
- 1946: Domingo Felipe Cavallo, economista argentino.
- 1946: Paul Preston, historiador e hispanista.
- 1948: Beppe Grillo, cómico, actor y político italiano.
- 1948: Cat Stevens (Yusuf Islam), músico británico.
- 1948: Litto Nebbia, músico argentino.
- 1948: Guillermo Ortiz Martínez, economista mexicano.
- 1949: Franco Simone, cantautor italiano.
- 1949: Oscar Osqui Amante, guitarrista y cantante argentino, de la banda Oveja Negra (f. 2014).
- 1950: Ubaldo Fillol, futbolista argentino.

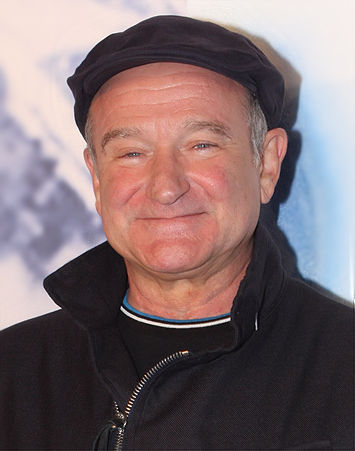
Robin Williams.

- 1951: Robin Williams, comediante y actor estadounidense (f. 2014).
- 1955: Marcelo Bielsa, jugador y entrenador de fútbol argentino.
- 1955: Joaquín Galán, cantautor argentino, del dúo Pimpinela.
- 1955: Andrés Palma, economista chileno.
- 1955: Béla Tarr, cineasta, guionista y actor húngaro.
- 1955: Taco Ockerse, cantante y compositor neerlandés.
- 1957: Jon Lovitz, actor y comediante estadounidense.
- 1958: Liliana Bodoc, escritora argentina (f. 2018).
- 1960: Steve Martino, cineasta estadounidense
- 1960: Fritz Walter, futbolista alemán.
- 1961: Jim Martin, guitarrista estadounidense, de la banda Faith No More.
- 1962: Lee Aaron, cantante canadiense.
- 1962: Mokgweetsi Masisi, político botsuano, Presidente de Botsuana entre 2018 y 2024.
- 1965: Javier Calamaro, cantante argentino.
- 1966: Gabriel Schultz, conductor de radio y televisión y periodista argentino.
- 1967: Dmitri Jólodov, periodista ruso (f. 1994).
- 1967: Mick Mulvaney, político, economista, empresario y abogado estadounidense.
- 1968: Brandi Chastain, futbolista estadounidense.
- 1969: Klaus Graf, piloto de automovilismo alemán.
- 1970: Michael Fitzpatrick, músico estadounidense de la banda Fitz and The Tantrums.
- 1971: Charlotte Gainsbourg, actriz y cantante francesa.
- 1972: Andrew Holness, político jamaicano, primer ministro de Jamaica desde 2016.
- 1973: Fey, cantante mexicana.
- 1974: Jordi Évole, humorista español.
- 1974: Carlota Corredera, presentadora de televisión española.
- 1974: Ibrahim Al-Shahrani, futbolista saudí.
- 1975: Bert De Waele, ciclista belga.
- 1976: Vahid Hashemian, futbolista iraní.
- 1978: Josh Hartnett, actor estadounidense.
- 1978: Justin Bartha, actor estadounidense.
- 1978: Damian Marley, músico jamaicano.
- 1979: Tania Llasera, actriz y presentadora española.
- 1979: Andriy Voronin, futbolista ucraniano.
- 1979: Diego Reyes Muñoz, futbolista español.
- 1979: Laurent Delorge, futbolista belga.
- 1981: Paloma Faith, cantante y actriz británica.
- 1981: Joaquín Sánchez, futbolista español.
- 1981: Stefan Schumacher, ciclista alemán.
- 1981: Romeo Santos, cantautor estadounidense.
- 1983: Eivør Pálsdóttir, cantautora feroesa.
- 1984: Martin Lorentzson, futbolista sueco.
- 1985: Wei-Yin Chen, beisbolista taiwanés.
- 1985: Von Wafer, baloncestista estadounidense.
- 1986: Fernando Tielve, actor español.
- 1986: Anthony Annan, futbolista ghanés.
- 1986: Rebecca Ferguson, cantante británica.
- 1986: Livia Brito, actriz cubana.
- 1988: DeAndre Jordan, baloncestista estadounidense.
- 1989: Rory Culkin, actor estadounidense.
- 1989: Jamie Waylett, actor británico.
- 1989: Marco Fabián, futbolista mexicano.
- 1994: Lucas Olaza, futbolista uruguayo.
- 1995: Branco van den Boomen, futbolista neerlandés.
- 1995: Leah Harvey, actriz británica.
- 1996: Michele Troiani, futbolista italiano.
- 1996: Martin Simões, futbolista portugués.
- 1996: Yuki Kusano, futbolista japonés.
- 1997: Shugo Tsuji, futbolista japonés.
- 1997: Rikako Kobayashi, futbolista japonesa.
- 1997: Daniela Solera, futbolista costarricense.
- 1997: Fahrudin Manjgafic, baloncestista bosnio.
- 1997: Baggio Siadi, futbolista congoleño.
- 1997: Lahja Ishitile, atleta namibia.
- 1998: Maggie Lindemann, cantante estadounidense.
- 1998: Marie Bouzková, tenista checa.
- 1998: Jordan Geist, atleta estadounidense.
- 1999: Giacomo Conti, futbolista sanmarinense.
- 1999: Diego Henrique Costa Barbosa, futbolista brasileño.
- 1999: Marcia Videaux, gimnasta artística cubana.
- 1999: Viviane Tranquille, taekwondista canadiense.Erling Haaland

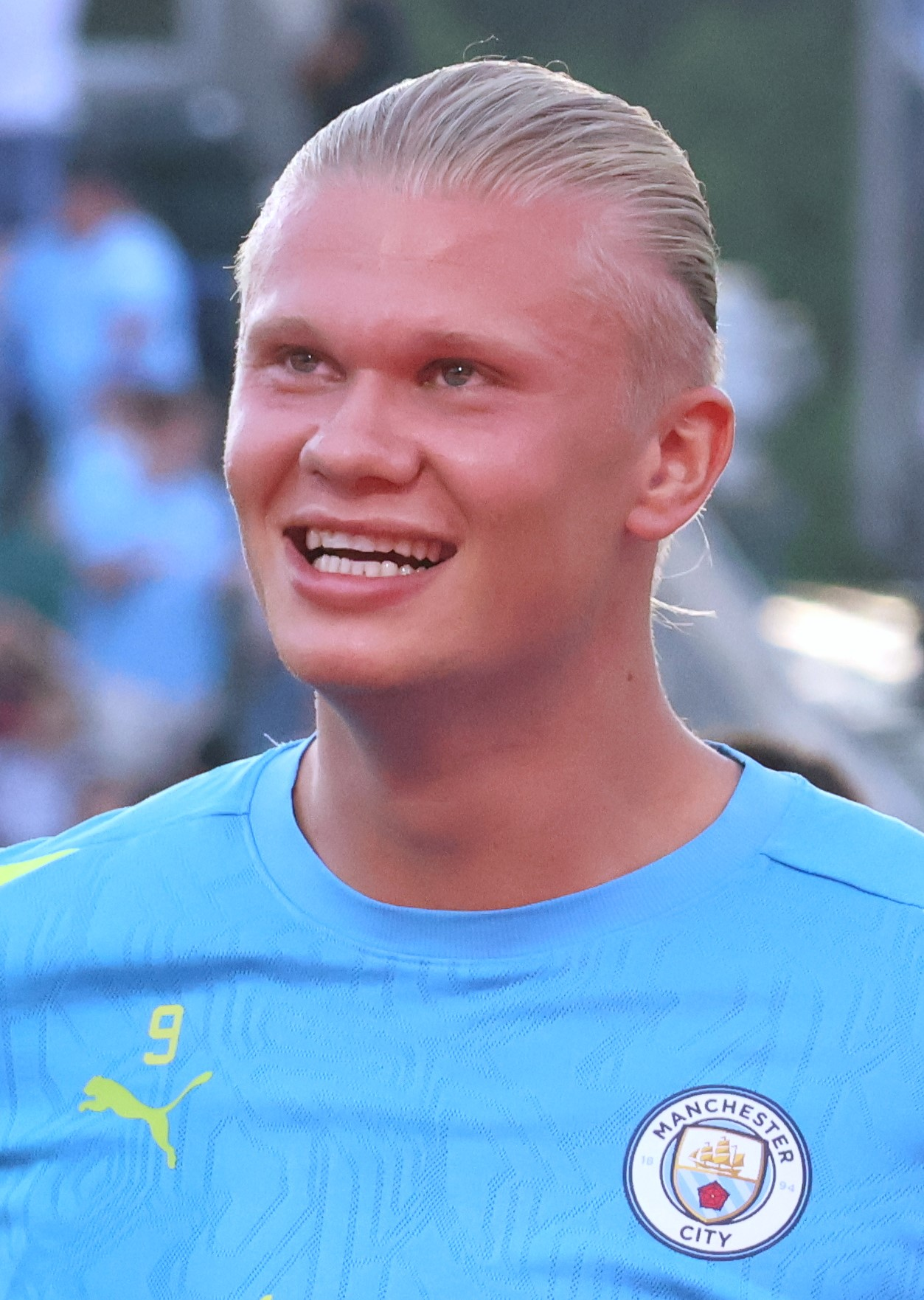
Erling Haaland

- 2000: Erling Haaland, futbolista noruego.
- 2000: Bridge Ndilu, futbolista francés.
- 2000: Mia Krampl, escaladora eslovena.
- 2000: Jens Lurås Oftebro, esquiador noruego.
- 2003: Paz González, futbolista chilena.
- 2004: Nassef Chourak, futbolista neerlandés.
- 2006: Endrick, futbolista brasileño.

## Fallecimientos
- 710: Shangguan Wan'er, consorte, poeta, esctitora y política china (n. 664)
- 1425: Manuel II, emperador bizantino (n. 1350).
- 1552: Antonio de Mendoza y Pacheco, primer virrey de la Nueva España entre 1535 y 1550 (n. 1494).
- 1641: Thomas Mun, economista inglés (n. 1571).
- 1721: Walter Kennedy, pirata británico (n. 1695).
- 1740: Johann Holzer, pintor austro-alemán (n. 1709).
- 1762: Mary Montagu, aristócrata, escritora y viajera británica (n. 1689).
- 1796: Robert Burns, escritor y poeta escocés (n. 1759).
- 1850: José María de Orbe y Elío, militar y político español (n. 1776).
- 1881: Juan Pablo Ayllón, militar peruano (n. 1828).
- 1872: Ángel de Iturbide, príncipe mexicano (n. 1816).
- 1931: Jimmy Blythe, pianista y compositor estadounidense de blues (n. 1901).
- 1931: Émile Pouget, anarquista comunista francés (n. 1860).
- 1938: Owen Wister, escritor estadounidense (n. 1860).
- 1943: Charlie Paddock, atleta estadounidense (n. 1900).
- 1944: Claus von Stauffenberg, militar alemán (n. 1907).
- 1945: Jane Barnell, artista de circo (n. 1871)
- 1948: David Wark Griffith, cineasta estadounidense (n. 1875).
- 1952: Pedro Lascuráin, político mexicano (n. 1856).
- 1967: Basil Rathbone, actor británico (n. 1892).
- 1972: Ralph Craig, atleta estadounidense (n. 1889).
- 1974: Adolfo Muñoz Alonso, filósofo español (n. 1915).
- 1974: Mario Carniello, músico y compositor italiano (n. 1932).
- 1975: Carl Troll, geógrafo, botánico y ecólogo alemán (n. 1899).
- 1988: Pacho Galán, músico y compositor colombiano, creador del ritmo de merecumbé (n. 1906).
- 1991: Juan Ricardo Bertelegni, actor argentino (n. 1922).
- 1992: Mario Boyé, futbolista argentino (n. 1922).
- 1994: Pere Calders, escritor español  (n. 1912).
- 1998: Alan Shepard, astronauta estadounidense (n. 1923).
- 2000: Eddie Pequenino, trombonista, cantante y comediante argentino (n. 1928).
- 2001: Oscar Cardozo Ocampo, pianista y compositor argentino-paraguayo (n. 1942).
- 2004: Edward B. Lewis, biólogo estadounidense, premio nobel de fisiología en 1995 (n. 1918).
- 2006: Mako Iwamatsu, actor japonés-estadounidense. (n. 1933).
- 2007: Jesús de Polanco, empresario español, fundador del Grupo Prisa (n. 1929).
- 2011: Elliot Handler, empresario estadounidense (n. 1916).
- 2017: John Heard, actor estadounidense (n. 1945).
- 2019: Robert Morgenthau, abogado estadounidense (n. 1919).
- 2019: José Manuel Estepa Llaurens, arzobispo español (n. 1926).
- 2019: Pedrito González, futbolista español (n. 1940).
- 2021: Juan Vital Sourrouille, economista argentino (n. 1940).
- 2022: Meche Carreño, actriz mexicana (n. 1947).
- 2022: Ximena Cristi, artista y pintora chilena (n. 1920)
- 2023: Tony Bennett, cantante estadounidense (n. 1926).
- 2023: Juliette Mayniel, actriz francesa (n. 1936).

## Celebraciones

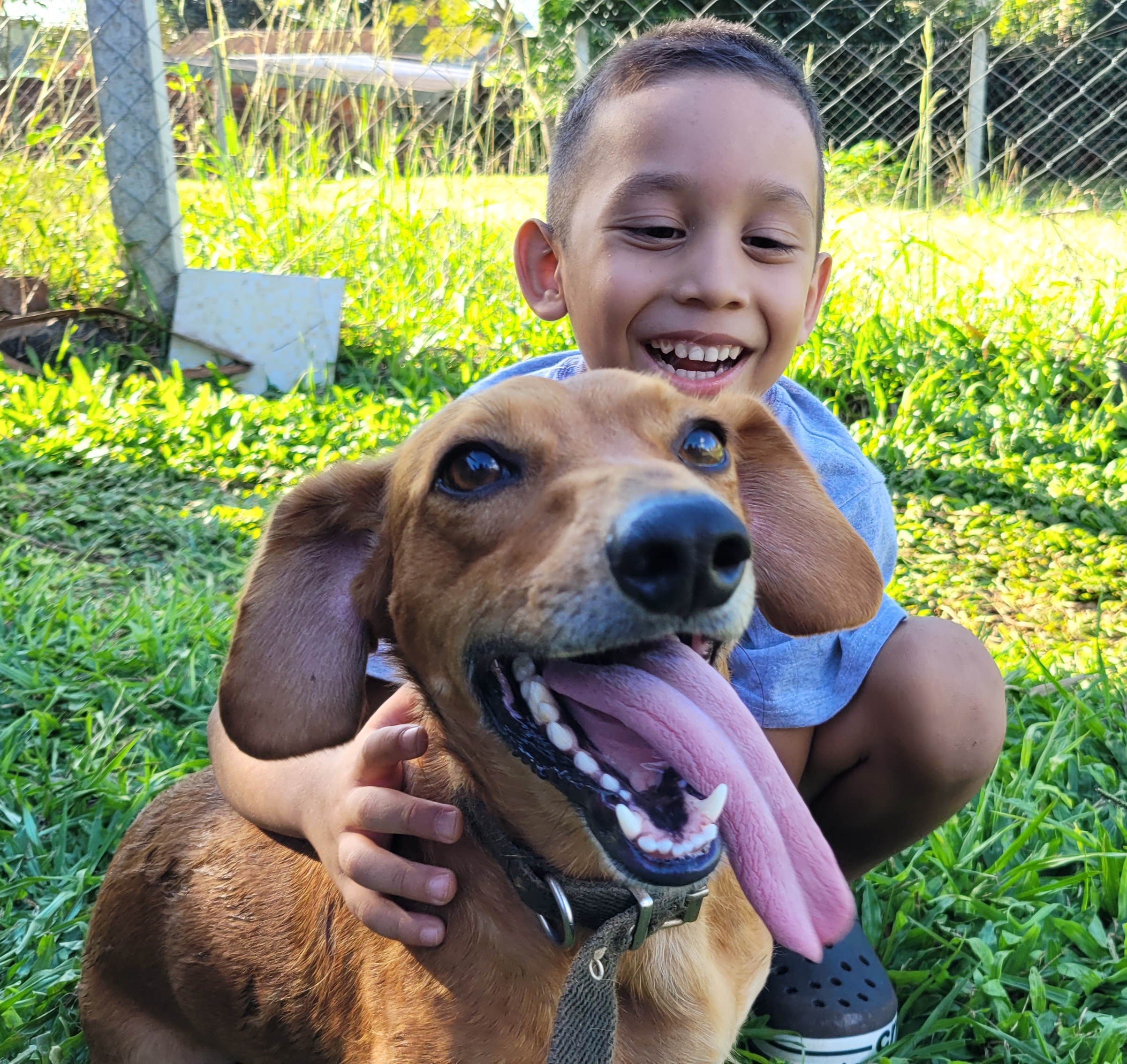
Día Mundial del Perro.

- Día Mundial del Perro.[4]
Una efeméride dedicada a honrar la lealtad, compañía y amor incondicional que los perros brindan a los seres humanos. La fecha fue establecida en 2004 por la Organización Mundial de Protección Animal (WSPA), para llamar la atención sobre el aumento de abandonos durante el verano, cuando muchas personas se van de vacaciones y dejan a sus mascotas atrás. Con esta celebración se busca reconocer el papel de los perros como compañeros, guías, rescatistas y animales terapéuticos, promover la adopción de perros sin hogar y evitar la compra indiscriminada y educar sobre el cuidado responsable, incluyendo vacunación, desparasitación y visitas veterinarias periódicas.[5]

- Día Mundial del Gazpacho.[6]
Sopa fría con varios ingredientes[7]como aceite de oliva, vinagre, agua, hortalizas crudas, generalmente tomates, pepinos, pimientos y ajo.

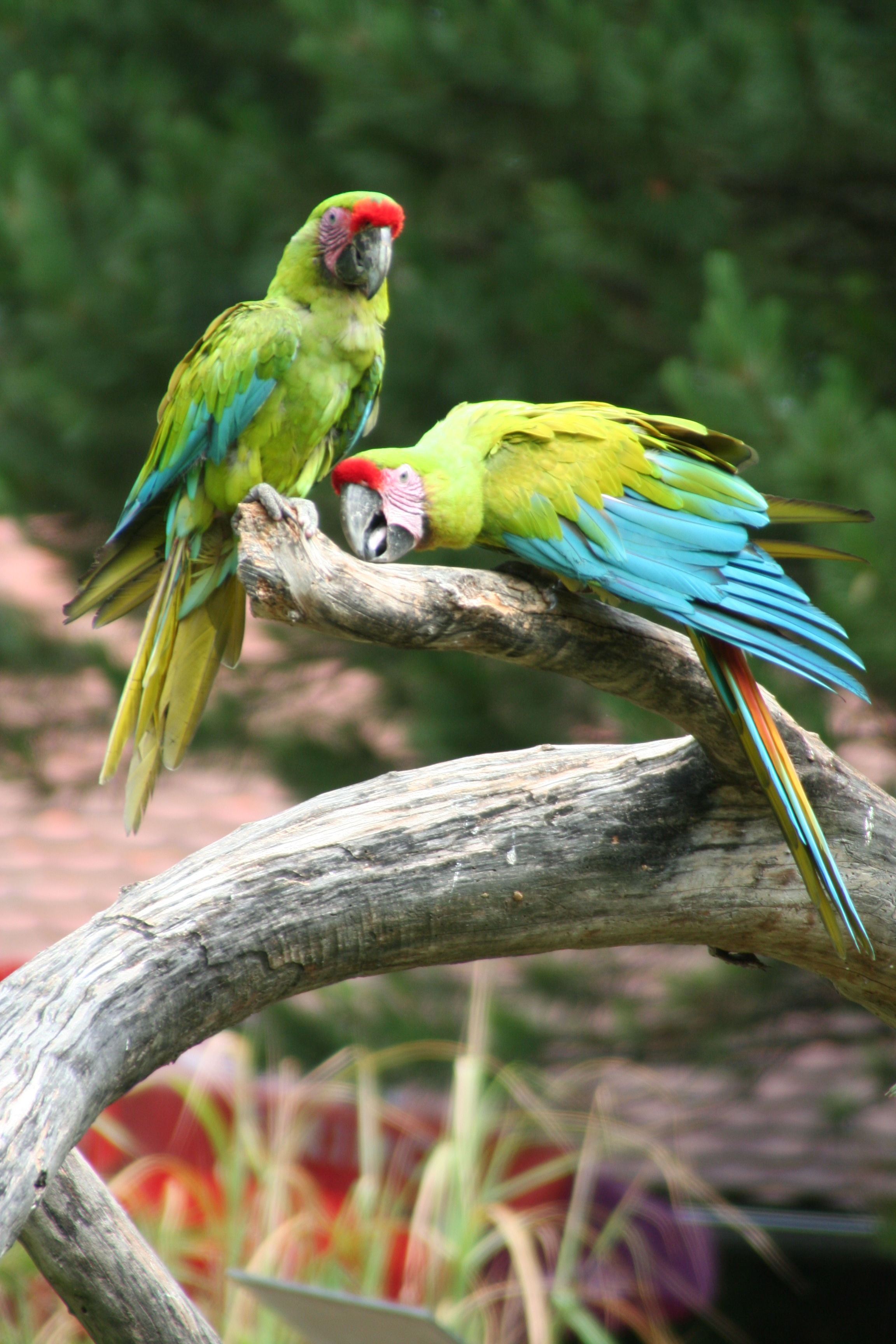
Día del Papagayo en Ecuador.

- Día Universal del Derecho.[8]

 Por países
(Por orden alfabético)
- Argentina: 
  - Día Universal del Derecho, Derecho Ambiental y Principio Precautorio.[9]
  -  Misiones: 
    - Aniversario de Azara.[10]
Fundación: 21 de julio de 1901 (124 años).

- Bélgica:
  - Día Nacional.

- Bolivia:
  - Día de los Mártires de la Revolución Nacional.[11]

- Ecuador:
  - Día del Papagayo.[12]
Se celebra cada 21 de julio, especialmente en Guayaquil, para rendir homenaje al Papagayo de Guayaquil (Ara ambiguus guayaquilensis) es una subespecie de guacamayo verde endémica del litoral ecuatoriano, reconocida por su belleza, comportamiento social único y su crítica situación de conservación.

- Estados Unidos:

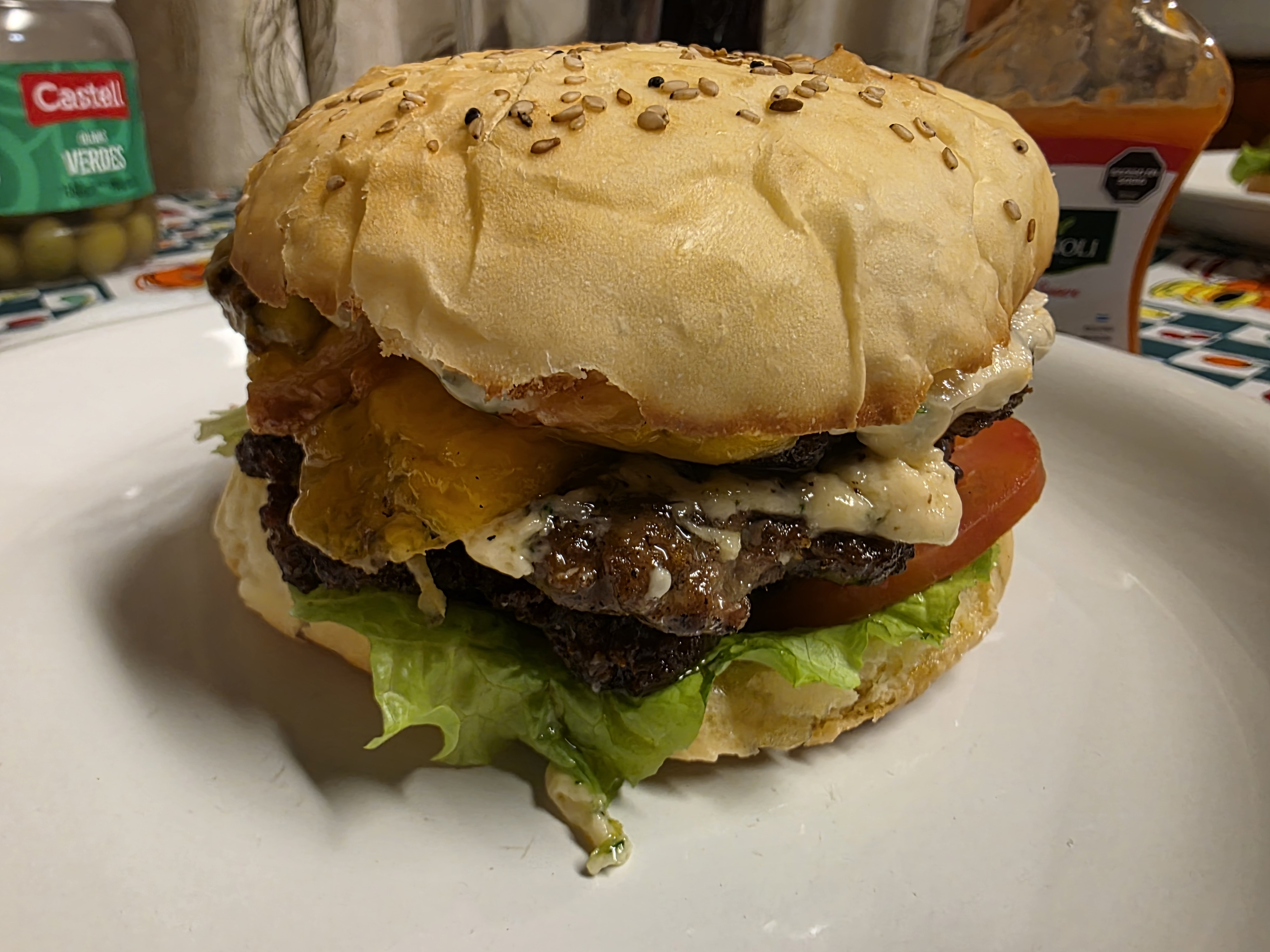
Día de la Comida chatarra en Estados Unidos.

  - Día de la Comida chatarra.[13]
Se celebra cada 21 de julio -además- en varios países, especialmente en redes sociales, como una fecha informal y divertida para disfrutar sin culpas de esos antojos que normalmente se consideran poco saludables. Es un día para rendir homenaje a la comida rápida y ultraprocesada que, aunque no es la más saludable, es muy popular por su sabor, comodidad y efecto nostálgico. Ejemplos de comida chatarra: hamburguesas y papas fritas, pizzas y hot dogs, donas, dulces y pasteles, refrescos y snacks industriales.
(en inglés: National Junk Food Day).

- Guam:
  - Día de la Liberación.[14]

- Venezuela:
  - Día Nacional del Médico Veterinario.[15]
Una fecha que honra la dedicación de quienes velan por la salud animal y el bienestar de nuestras comunidades. Se estableció en 1946, durante el Primer Congreso Grancolombiano de Médicos Veterinarios realizado en Caracas.

### Santoral católico

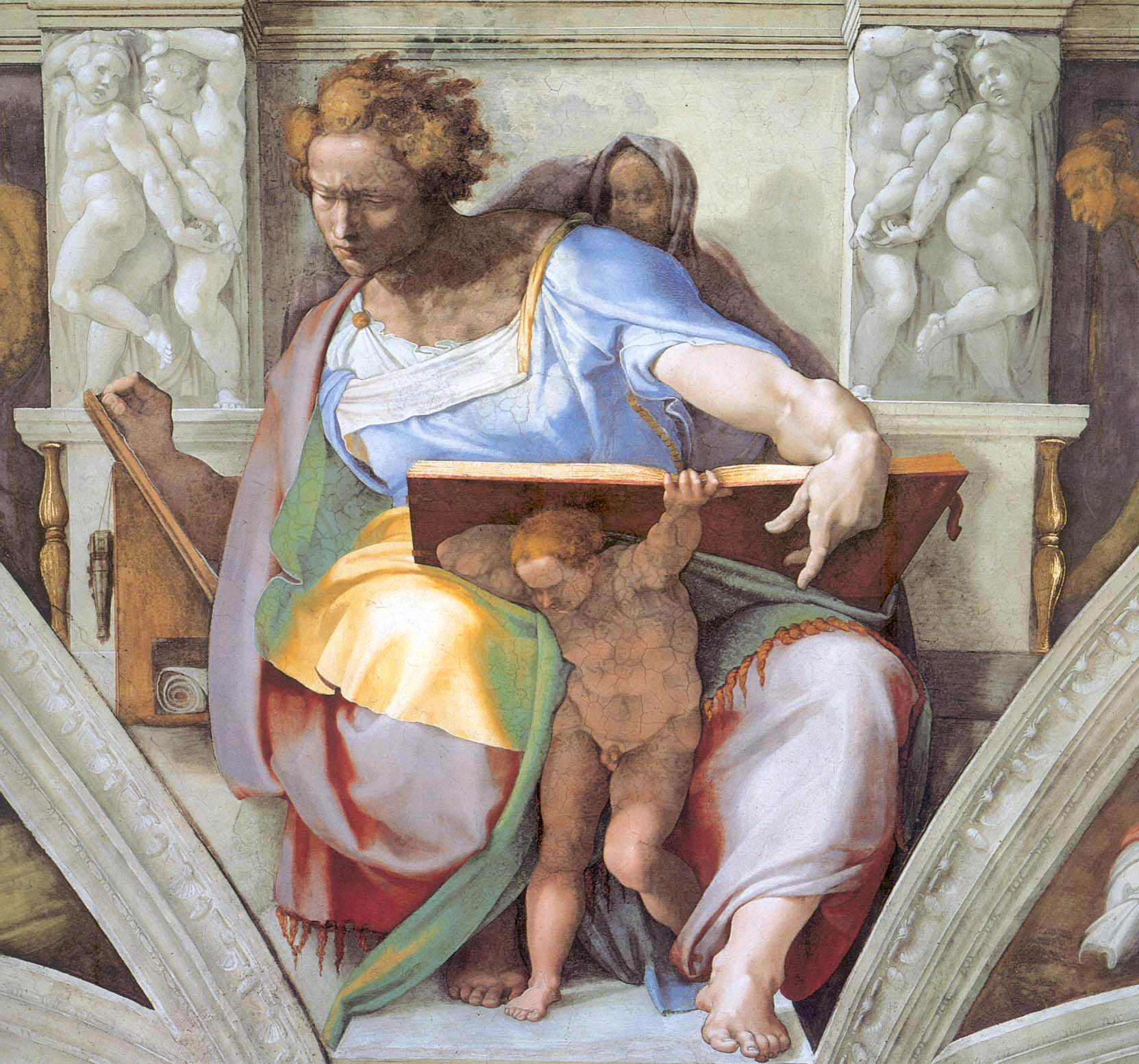
Daniel, Miguel Ángel, Capilla Sixtina (1511-1512).

Celebración del día: San Daniel (profeta) del Antiguo Testamento.
- San Arbogasto de Estrasburgo.[16]
- San Daniel (profeta).
- San Lorenzo de Brindisi.
- Santa Práxedes de Roma.
- Beato Francisco María de la Cruz, fundador de la Sociedad del Divino Salvador y de la Congregación de las hermanas del Divino Salvador.